# Patrick Barlow
Patrick Barlow (Leicester, 18 marzo 1947) è un attore e drammaturgo britannico.

## Radio
Barlow è lo sceneggiatore, così come protagonista, di molte produzioni del National Theatre di Brent, in particolare di All the World's a Globe (1987), Desmond Olivier Dingle's Compleat Life and Works of William Shakespeare (1995) e The Arts and How They Was Done (2007). Nelle produzioni non teatrali degli spettacoli Brent, ha scritto e recitato quattro parti in sitcom per The Patrick e Maureen Forse Experience Music, che si è svolto nel gennaio 1999.
Nel 2006, ha recitato inoltre la parte di Om nell'adattamento radiofonico di Tartarughe divine (Small Gods) di Terry Pratchett, che è stato adattato da Robin Brooks.

## Teatro
Patrick Barlow ha scritto un adattamento teatrale di I trentanove scalini, che ha debuttato nel giugno 2005 presso il West Yorkshire Playhouse, venendo poi recitato presso il teatro Tricycle Theatre di Londra nell'agosto del 2006 ed al Criterion Theatre di Piccadilly nel settembre 2006. L'adattamento è arrivato a Broadway a partire dall'inizio del 2008.

## Filmografia parziale

### Cinema
- Shakespeare in Love, regia di John Madden (1998)
- Notting Hill, regia di Roger Michell (1999)
- Il diario di Bridget Jones (Bridget Jones's Diary), regia di Sharon Maguire (2001)
- La ragazza di Rio (Chica de Río), regia di Christopher Monger (2001)
- Nanny McPhee - Tata Matilda (Nanny McPhee), regia di Kirk Jones (2005)

### Televisione
- French and Saunders – serie TV, 8 episodi (1990-2003)
- Is It Legal? – serie TV, 21 episodi (1995-1998)
- Miss Marple (Agatha Christie's Marple) – serie TV, episodio 2x03 (2006)
- Jam & Jerusalem – serie TV, 15 episodi (2006-2009)
- A Very English Scandal – miniserie TV, 1 puntata (2018)
- Agatha Christie - Perché non l'hanno chiesto a Evans? (Why Didn't They Ask Evans?) – miniserie TV, 2 puntate (2022)